# Villa vestita
Villa vestita är en tvåvingeart som först beskrevs av Walker 1849.  Villa vestita ingår i släktet Villa och familjen svävflugor. Inga underarter finns listade i Catalogue of Life.